# Gundam SEED Destiny
Gundam SEED Destiny, är en fortsättning på animeserien Gundam SEED. Nya karaktärer introduceras, och Athrun Zala återvänder till ZAFT där han då måste strida mot sin bästa vän Kira Yamato. Under Athrun Zala's tid i ZAFT möter han en ung pojke vid namn Shinn, en begåvad Mobile Suit(mecha)-förare. Förr eller senare märker han att ZAFT:s president manipulerar honom till att göra det han själv vill.